# Чорбог (джамоат, Варзобский район)
Чорбог, или Чорбогский джамоат (тадж. Ҷамоати деҳоти Чорбоғ) — сельская община (джамоат) в Варзобском районе Таджикистана, ближний (северный) пригород Душанбе, граничащая с ее районами Исмоили Сомони и Сино. Расстояние от центра джамоата (с. Чорбог) до центра района (с. Варзоб) — 8 км. Население — 31 585 человек (2015), в основном таджики, также есть люли, особенно в махалле Шодоб, а также узбеки и ягнобцы.
Самый крупный джамоат по населению (39% населения всего района) в районе.
В джамоате находится терминал, открытый в 2022 году с которого едут такси в Худжанд (Согдийская область), а также маршруточные такси и автобусы по Душанбе.Также имеется КПП "Чорбог" и искусственные озера "Чорбог-1" и "Чорбог-2", а также Душанбинское озеро (бывшее Варзобское озеро).

## Населённые пункты
| №  | Населённый пункт  | Прежние названия   | Тип населённого пункта | Население 2017 г. |
| -- | ----------------- | ------------------ | ---------------------- | ----------------- |
| 1  | Аракчин           |                    | деха                   | 1570              |
| 2  | Дараибедхо        |                    | деха                   | 867               |
| 3  | Дараифони         |                    | деха                   | 730               |
| 4  | Гулбог            | Тойкара            | деха                   | 762               |
| 5  | Дахана            |                    | деха                   | 1196              |
| 6  | Дуоба             |                    | деха                   | 3125              |
| 7  | Кулихавои         |                    | деха                   | 852               |
| 8  | Мехробод          | Мугулони-Поён      | деха                   | 2029              |
| 9  | Обизак            |                    | деха                   | 559               |
| 10 | Сарикутал         |                    | деха                   | 920               |
| 11 | Чорбог            |                    | деха, адм. центр       | 8122              |
| 12 | Чормагзакони-Боло | Чормагзакони-Точик | деха                   | 1196              |
| 13 | Чормагзакони-Поён | Чормагзакони-Узбак | деха                   | 1370              |
| 14 | Джангалак         |                    | деха                   | 2403              |
| 15 | Шодоб             | Чагатой            | деха                   | 3578              |
| 16 | Шоликунгурот      |                    | деха                   | 176               |
| 17 | Яккачугуз         | Якчагуз            | деха                   | 2130              |

## История
В 1959 г указом Президиума Верховного Совета ТаССР к Чорбогскому к/с была присоединена территория Лучобского кишлачного совета, а центр был перенесен в село Яккачугузи-Поён. В 1975 г села Алхуч, Дурманбулок, Косатароши-Боло, Косатароши-Поён, Лучоб, Новакандоз, Сайёд, Саринай, Ходжабед и Чорводор перешли в новообразованный кишлачный совет Лучоб с центром в селе Косатароши-Боло, который затем был перенесен в село Лучоб. Административный центр Чорбогского к/с был перенесен из села Яккачугуз в село Чорбог.